# 진송아
진송아(陳松雅, 1966년 ~ )는 대한민국의 배우이다.

## 생애
영화배우 겸 연기자 박준규의 부인이기도 한 그녀의 본관(관향)은 여양(驪陽)이며 서울 출생이다.
1983년 연극배우로 데뷔하여 데뷔해 '서울예술극단'에서 활동하였다. 1985년 뮤지컬 배우 데뷔하였으며 이듬해 1986년 영화 《갈매기의 꿈》의 단역으로 영화배우 데뷔하였다.
1991년 연극배우 겸 영화배우 박준규와 결혼하여 그와의 사이에서 슬하 2남을 두었고 첫째아들 박종찬은 뮤지컬 배우 겸 연극배우이다.

## 학력
- 계원예술고등학교 졸업
- 중앙대학교 연극영화학과 학사

## 출연작

### 연극
- 1983년 《세종대왕》 ... 휘빈 안동 김씨[1] 역(단역)
- 1984년 《신라 화랑도와 삼국 통일 대업》 ... 도화녀[2] 역(단역)

### 뮤지컬
- 1985년 《포기와 베스》 ... 베스 역(여자 주인공)

### 영화
- 1986년 《갈매기의 꿈》 ... (단역)

### 텔레비전 드라마
- 1989년 KBS 드라마 《달빛가족》 ... (단역)
- 1990년 MBC 드라마 《조선왕조 오백년 - 대원군》 ... 숙의 금성 범씨 처소 상궁나인 역(단역)
- 1991년 KBS 드라마 《서울 뚝배기》 ... (단역)
- 1992년 SBS 드라마 《두려움 없는 사랑》 ... (단역)

### 텔레비전 프로그램
- 2009년 Story on 《슈퍼맘 다이어리》
- 2012년 SBS 《자기야 - 백년손님》 134회, 138회, 139회, 140회, 153회, 162회
- 2013년 JTBC 《신화방송》 52회
- 2013년 MBC 《세바퀴》 201회
- 2013년 MBN 《행복한 家》 1회, 2회
- 2013년 채널A 《웰컴 투 시월드》 42회
- 2013년 채널A 《부부극장》
- 2013년 SBS 《맨발의 친구들》 28회
- 2013년 KBS2 《가족의 품격 풀하우스》 39회
- 2013년 채널A 《부부극장 콩깍지》
- 2014년 JTBC 《집밥의 여왕》 21회, 22회
- 2015년 JTBC 《닥터의 승부》 176회
- 2015년 EBS 《토크 쇼 부모 고수다》
- 2016년 KBS2 《불후의 명곡 - 전설을 노래하다》 233회
- 2016년 EBS 《아버지의 귀환》
- 2016년 KBS2 《구석구석 숨은 돈 찾기》 3회